# PRO/II
PRO/II是由Aveva的SimSci（页面存档备份，存于）品牌開發的穩態程序模擬器，可提供化學、石化、天然氣、固粒加工以及高分子工業程序工程師關於程序設計和操作分析等資訊。PRO/II內建化學品庫、熱力學性質預測模式、單元操作計算（如蒸餾塔、熱交換器、壓縮機、反應器等化學工廠常見單元）。PRO/II可以進行連續式程序的穩態質量和能量守恆計算。
如同許多程序模擬軟體，PRO/II的主要用途包含：
- 在進行昂貴的資本項目之前，先嚴格評估流程改進
- 通過優化現有工廠流程來提高工廠產量
- 有效地評估，記錄並遵守環境要求
- 加速流程故障排除
- 檢測並糾正過程瓶頸

## 外部連結
- https://sw.aveva.com/engineer-procure-construct/process-engineering-and-simulation/pro-ii-process-engineering（页面存档备份，存于）